# NGC 785
NGC 785 je galaksija u zviježđu Trokut.

## Vanjske poveznice
- SEDS: NGC 785